# Podica
Podica is een geslacht van vogels uit de familie fuutkoeten (Heliornithidae). Het geslacht telt één soort.

## Soorten
- Podica senegalensis – Watertrapper

Kraanvogels · Koerlans · Trompetvogels · Rallen, porseleinhoentjes, waterhoentjes en koeten · Fuutkoeten · Sarothruridae